# 알렉사 케닌
알렉사 케닌(Alexa Kenin, 1962년 2월 16일 ~ 1985년 9월 10일)은 미국의 배우이다.
뉴욕에서 태어났으며 맨해튼에서 사망하였다. 사인은 천식이다.

## 출연 작품
- 사랑 길들이기 (1989년)
- 핑크빛 연인 (1986년)
- 프린세스 데이지 (1983년)
- 고독한 방랑자 (1982년) - 마린 역
- 리틀 다링 (1980년)
- 크리스마스 트리가 없는 집 (1972년)

### 텔레비전
- 유물 (1978, The Word)